# Terminología Anatómica

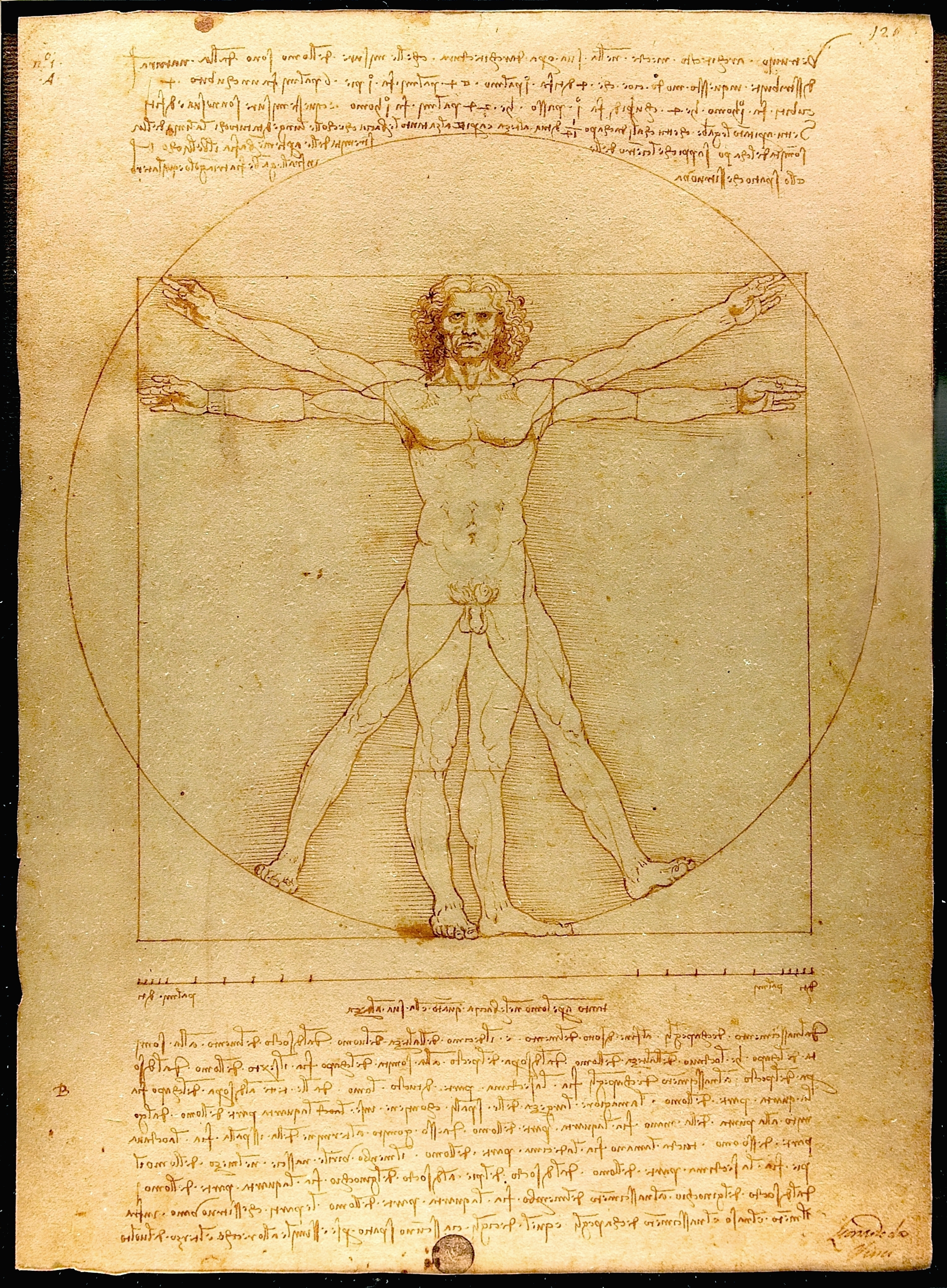
El Hombre de Vitruvio, de Leonardo da Vinci, imagen usada para ilustrar la portada de la edición de Terminologia Anatomica.

La Terminologia Anatomica (TA), en latín, o Terminología Anatómica o Terminología Anatómica Internacional, en español, es el cuerpo oficial de nomenclatura anatómica  humana creado conjuntamente por el Comité Internacional Federativo de Terminología Anatómica (FICAT, del inglés Federal International Committee on Anatomical Terminology) y las 56 asociaciones miembros de las Asociaciones Internacionales de Anatomistas (Federación Internacional de Asociaciones de Anatomistas o IFAA, del inglés International Federation of Associations of Anatomists). Se publicó en 1998 y reemplaza al estándar previo, la Nomina Anatomica (NA), creada en 1950. Terminologia Anatomica contiene la terminología para alrededor de 7500 estructuras anatómicas macroscópicas humanas.

## Marco previo a la creación de una nomenclatura unificada
A finales del siglo XIX, existían alrededor de 50 000 nombres anatómicos para las 5000 estructuras descritas. Ello propiciaba la confusión y el caos en la terminología, lo cual a su vez dificultaba el intercambio de trabajos científicos, especialmente los anatómicos. Por esta razón anatomistas de diferentes partes del mundo decidieron reunirse con el objeto de unificar los criterios y determinar un idioma universal en las ciencias anatómicas.

## Congresos mundiales de anatomía y sus determinaciones
- En 1895, se celebró una reunión de anatomistas de todo el mundo en Basilea (Suiza), en la que se encomendó al anatomista Guillermo Hiss la elaboración del código anatómico, una lista que constaba de aproximadamente 4500 términos, denominada Nómina Anatómica de Basilea (BNA), y redactada en latín.[3]

- En 1905, en Génova (Italia), tuvo lugar un Congreso Mundial de Anatomía, presidido por el Dr. Waldeyer, donde se propuso la creación de una comisión permanente encargada de estudiar todo lo relativo al léxico anatómico.[3]

- En 1933, en Inglaterra, se llevó a cabo una revisión de la nomenclatura, la cual recibió el nombre de Revisión Birmingham (BR).[3]

- En 1935, en Jena (Alemania), se realizó un Congreso Mundial Extraordinario, con la asistencia de aproximadamente 300 anatomistas del mundo, con 33 representantes, donde se introdujo algunas modificaciones a la terminología existente, denominándose a esta revisión, Iena Nomina Anatómica (INA). En esta nueva terminología se eliminaban los nombres propios, y, aunque se recomendaba su uso y de hecho era utilizada en la mayor parte de las universidades, existían no obstante algunas que se oponían a su uso, como la de Francia.[3]

- En 1950, en Oxford (Inglaterra), se realizó el Quinto Congreso, en el que se estableció el Comité de la Nomenclatura Anatómica Internacional (IANC), para trabajar en la terminología anatómica regularizada, a cargo de los profesores T. B. Johnston y G. A. G. Mitchell.[3]

- En 1955, en París (Francia), se llevó a cabo el Sexto Congreso Mundial de Anatomía. En este congreso se llegó a un acuerdo de adoptar una nomenclatura latina basada en el Basilea Nomina Anatómica (BNA) y se concluyó en la formación de un comité de nomenclatura internacional, el París Nomina Anatómica (PNA), cuyos principios fueron los siguientes:[3]

1. Salvo excepciones, cada estructura anatómica deberá ser nominada con un solo nombre.
2. El idioma universal es el latín, traducido al idioma nativo (del país donde se estudie).
3. Los términos serán sobre todo mnemotécnicos, pero es preferible que tengan valor descriptivo o informativo.
4. No deben utilizarse los epónimos.

Durante este congreso se abandonó definitivamente la posición pronógrada adoptada en Jena y se volvió a la posición ortógrada de la BNA, causando un conflicto con los veterinarios que asistieron al congreso que llevaría eventualmente a la producción de una nómina propia, la Nomica Anatomica Veterinaria.
- En 1960, en Nueva York, se realizó el Séptimo Congreso Mundial de Anatomía, y en él se formaron subcomisiones para la elaboración de nomenclaturas en histología y embriología.[3]

- En 1965, en Wiesbaden (Alemania), se efectuaron las últimas modificaciones a la terminología, que recibió el nombre de Nomina Anatomica (Nómina Anatómica), y se determinó de forma unánime lo siguiente:[3]

1. El idioma anatómico es el latín, con traducción al idioma nativo.
2. Supresión de epónimos y nombres propios
3. Utilización de planos y ejes anatómicos

- En 1970, en Leningrado (hoy San Petersburgo, Rusia), se realizó el Noveno Congreso Mundial de Anatomía, y se presentaron tres nóminas: de la Anatomía Macroscópica, de la Histológica o Microscópica y la del Desarrollo o Embriológica, para su utilización en todas las escuelas de ciencias de la salud en el mundo.[3]

- En 1975, en Tokio (Japón), se realizó el Décimo Congreso Mundial, y se efectuaron enmiendas a las nóminas, con las siguientes conclusiones:[3]

1. El latín es el idioma universal del estudio de las ciencias morfológicas (traducido al idioma vigente en donde se estudie).
2. Cada estructura debe tener un solo nombre.
3. Se descartan definitivamente los epónimos y nombres propios.
4. Los nombres son simples, breves y con valor informativo y descriptivo.

- En 1980, en México, se llevó a cabo el Undécimo Congreso Mundial de Anatomía, y en él se discutió y se aceptó definitivamente la nómina anteriormente citada.[3]

- En 1985, en Londres, se efectuó el Duodécimo Congreso Mundial. Se implementaron algunas características a la nómina y se recomendaron textos de enseñanza en las tres materias (Anatomía, Histología y Embriología), las cuales deberían basarse en la nómina.[3]

- En 1989, en Río de Janeiro, se realizó el Decimotercer Congreso Mundial. La Federación Internacional de Asociaciones de Anatomía (IFAA) creó un nuevo comité, el Comité Federal sobre la Terminología Anatómica (FCAT). En respuesta a la insatisfacción internacional con el trabajo del Comité Internacional de Nomenclatura Anatómica, el comité federal estaría compuesto de 20 miembros de 16 países y de 5 continentes. La terminología anatómica internacional estaba redactada en latín y debía ser usada como base para generar los listados en otros idiomas. Los principios básicos de esta terminología eran:[3]

1. Los nombres de las estructuras deben tener un valor informativo.
2. Se suprimen los epónimos, debido a que los nombres propios varían entre países.
3. Se suprimen los homónimos, para evitar confusiones.
4. Las estructuras en las mismas regiones anatómicas deben tener nombres armonizados.

- En septiembre de 1997, en Pekín (China), se celebró el Decimocuarto Congreso Internacional de Nomenclatura. En él se aprobaron la sexta edición de la Terminología Anatómica y la tercera en la Nómina Histológica y Embriológica.[3]

- Del 11 al 16 de septiembre de 1998, se celebró en Roma (Italia) el Decimoquinto Congreso de la Federación Internacional de Asociaciones de Anatomistas.[3]

- Del 24 al 29 de abril de 2006, se celebró en las instalaciones de la Facultad de Medicina de la Universidad de Costa Rica la 29ª Reunión del Comité Internacional de Terminología Anatómica (FICAT), con la participación de ocho expertos del mundo en el campo de la terminología anatómica.[3]

## Categorías de estructuras anatómicas actuales en la TA
La TA divide a las estructuras anatómicas en las siguientes categorías principales (estándar en latín entre paréntesis):
A01.0.00.000: Cuerpo humano (corpus humanum)
A01.1.00.001: Partes del cuerpo humano (Partes corporis humani)
A01.2.00.000: Planos, líneas y regiones anatómicas (Plana, lineae et regiones)
A02.0.00.000: Huesos; Sistema esquelético (Ossa; Systema skeletale)
A03.0.00.000: Articulaciones; Sistema articular (Juncturae; Systema articulare)
A04.0.00.000: Músculos;Sistema muscular (Musculi; Systema musculare)
A05.0.00.000: Sistema digestivo (systema digestorium)
A06.0.00.000: Sistema respiratorio (systema respiratorium)
A07.0.00.000: Cavidad torácica (Cavitas thoracis; Cavitas thoracica)
A08.0.00.000: Sistema urinario (systema urinarium)
A09.0.00.000: Sistemas genitales (systemata genitalia)
A09.0.00.001: Sistema genital femenino (Systema genitale femininum)
A09.0.00.002: Sistema genital masculino (systema genitale masculinum)
A10.0.00.000: Cavidad abdominal y de la pelvis (cavitas abdominis et pelvis)
A11.0.00.000: Glándulas endocrinas (glandulae endocrinae)
A12.0.00.000: Sistema cardiovascular (systema cardiovasculare)
A12.1.00.001: Corazón (Cor)
A12.2.00.001:Arterias (Arteriae)
A12.3.00.001: Venas (Venae)
A13.0.00.000: Sistema linfático (systema lymphoideum)
A14.0.00.000: Sistema nervioso (systema nervosum)
A14.1.00.001: Sistema nervioso central (Systema nervosum centrale)
A14.2.00.001: Sistema nervioso periférico (Systema nervosum periphericum)
A14.3.00.001: División autónoma. Porción autonómica del sistema nervioso periférico  (Pars autonomica systematis nervosi peripherici)
A15.0.00.000: Órganos de los sentidos (organa sensuum) 
A16.0.00.001: Integumento común (integumentum commune)